# نیروی مسلح حزب‌الله

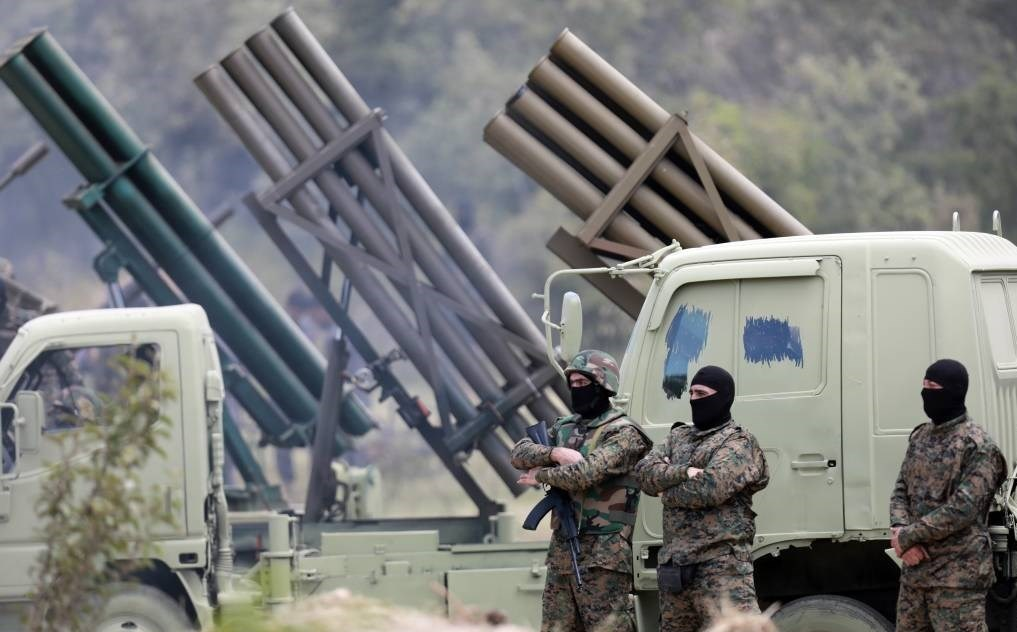
حزب‌الله در حال انجام تمرین آموزشی در عرمتی، جزین، جنوب لبنان، مه ۲۰۲۳

حزب‌الله لبنان، یک حزب سیاسی و گروه شبه‌نظامی اسلامگرای شیعه در لبنان است و دارای یک شاخه نظامی نسبتاً قوی است که تصور می‌شود قدرتمندتر از ارتش لبنان و معادل قدرت یک ارتش متوسط به‌شمار رود. این گروه که یک نیروی ترکیبی است،  دارای قابلیت‌های نظامی متعارف و غیرمتعارف بوده و به‌طور کلی به عنوان قدرتمندترین بازیگر غیردولتی در جهان در نظر گرفته می‌شود. 
برآوردها بسیار متفاوت است؛ اما تا اکتبر ۲۰۲۱، سید حسن نصرالله، دبیرکل حزب‌الله لبنان، ادعا کرد که این سازمان، ۱۰۰٬۰۰۰ جنگجوی آموزش‌دیده دارد. در سال ۲۰۱۷، جینز، قدرت حزب‌الله را بیش از ۲۰٬۰۰۰ جنگجوی تمام وقت و بیش از ۲۰٬۰۰۰ نیروی ذخیره، ارزیابی کرد.  آنها تا حدی توسط نظام جمهوری اسلامی ایران، تأمین مالی و توسط سپاه پاسداران انقلاب اسلامی، آموزش داده می‌شوند. بودجه نظامی حزب‌الله، بر اساس برآوردهای رسمی آمریکا در سال ۲۰۱۸، ۷۰۰ میلیون دلار است.
دشمن اصلی حزب‌الله، اسرائیل است و قدرت نظامی آن، تا حد زیادی، بر پایه موشک است. استراتژی حزب‌الله، به این گونه است که علیه اسرائیل، از راکت‌ها به عنوان سلاح تهاجمی و از پیاده‌نظام سبک و واحدهای ضدتانک برای دفاع از مواضع شلیک خود در جنوب لبنان استفاده می‌کند. تخمین زده می‌شود که تعداد کل موشک‌های حزب‌الله از ۴۰٬۰۰۰ تا ۱۲۰٬۰۰۰ باشد که به‌طور قابل توجهی، بیشتر از بسیاری از کشورها است.
حزب‌الله، دارای تعداد محدودی موشک ضدهوایی و ضدکشتی و همچنین هزاران موشک ضدتانک است. این گروه، هواپیمای سرنشین‌دار، تانک یا خودروهای زرهی در لبنان ندارد، زیرا نمی‌تواند با برتری هوایی اسرائیل مقابله کند.  با این حال، حزب‌الله، از خودروهای زرهی از جمله تانک‌های تی-۵۴/۵۵ و تی-۷۲ در کشور همسایه خود، سوریه، نگهداری می‌کند. این گروه، تعداد زیادی انبار اسلحه، تونل و سنگر در جنوب لبنان ساخته و دستگاه اطلاعاتی بزرگی دارد.
نقاط قوت تاکتیکی حزب‌الله، پوشش و اختفا، شلیک مستقیم و آماده‌سازی مواضع جنگی است و از نقاط ضعف آن‌ها می‌توان به جنگ مانور، تیراندازی با سلاح‌های سبک، و پدافند هوایی اشاره کرد. اگرچه نیروهای پیاده‌نظام و جوخه‌های ضدتانک سبک حزب‌الله مورد توجه قرار می‌گیرند، اما به‌طور کلی، حزب‌الله، از نظر کمّی و کیفی، ضعیف‌تر از ارتش اسرائیل است.
منابع، به‌طور کلی، موافق هستند که قدرت حزب‌الله در جنگ‌های متعارف، با ارتش‌های دولتی در جهان عرب مقایسه می‌شود.  یک بررسی در سال ۲۰۰۹ به این نتیجه رسید که حزب‌الله، یک ماشین جنگی آموزش‌دیده، مسلح، با انگیزه بالا و بسیار تکامل یافته  و تنها موجودیت عرب یا مسلمان است که موفق شده در نبرد با اسرائیلی‌ها روبرو شود.
حزب‌الله، معمولاً دربارهٔ قدرت نظامی خود، صحبت نمی‌کند.  اطلاعات دقیق و قابل اعتماد در مورد نقاط قوت و قابلیت‌های این سازمان یا اغلب وجود ندارد یا طبقه‌بندی شده است. حزب‌الله، اسرائیل و غیر این دو، ممکن است دلایلی برای بیان نادرست توانایی‌های این گروه داشته باشند. برآوردها برای قدرت کلی و نیروی انسانی حزب‌الله بسیار متفاوت است. 

## تاریخچه

### بنیان‌گذاری

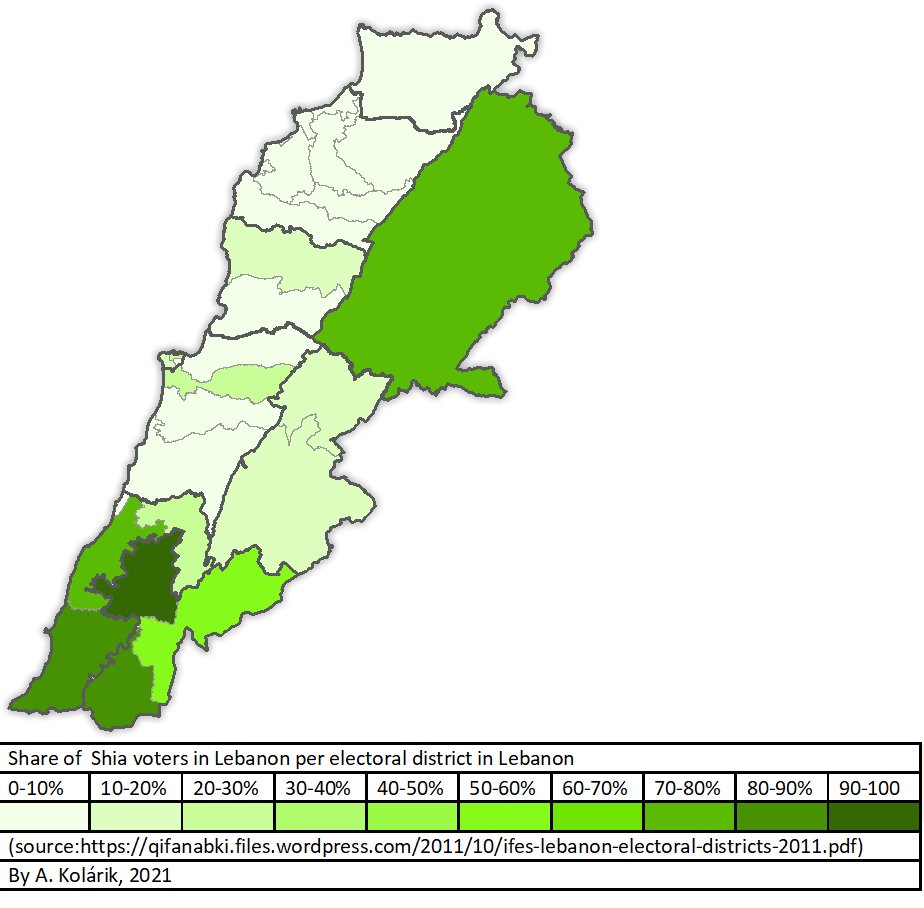
پراکندگی جمعیت شیعه در لبنان

جنگ داخلی لبنان در سال ۱۹۷۵ آغاز شد. سه سال بعد، سازمان آزادی‌بخش فلسطین، بخش زیادی از جنوب لبنان را در تلاش برای تشکیل ارتش و نابودی کشور اسرائیل، اشغال کرد. اسرائیل در سال ۱۹۸۲ حمله کرد و سازمان آزادی‌بخش فلسطین را در هم شکست، اما جنوب لبنان را اشغال و یک گروه شبه‌نظامی نیابتی مسیحی به نام ارتش جنوب لبنان ایجاد کرد تا این سرزمین را در نوار باریکی از زمین که در طول مرز اسرائیل قرار داشت و «منطقه امنیتی» نامیده می‌شد، در اختیار بگیرد. شیعیان لبنان که تمایل به جمع‌آوری نیرو برای مبارزه با اشغالگری اسرائیل در جنوب لبنان داشتند، در سال ۱۹۸۲، گروهی با عنوان «حزب‌الله» را تأسیس کردند که در سال ۱۹۸۵، نامگذاری رسمی و سازماندهی مجدد شد.

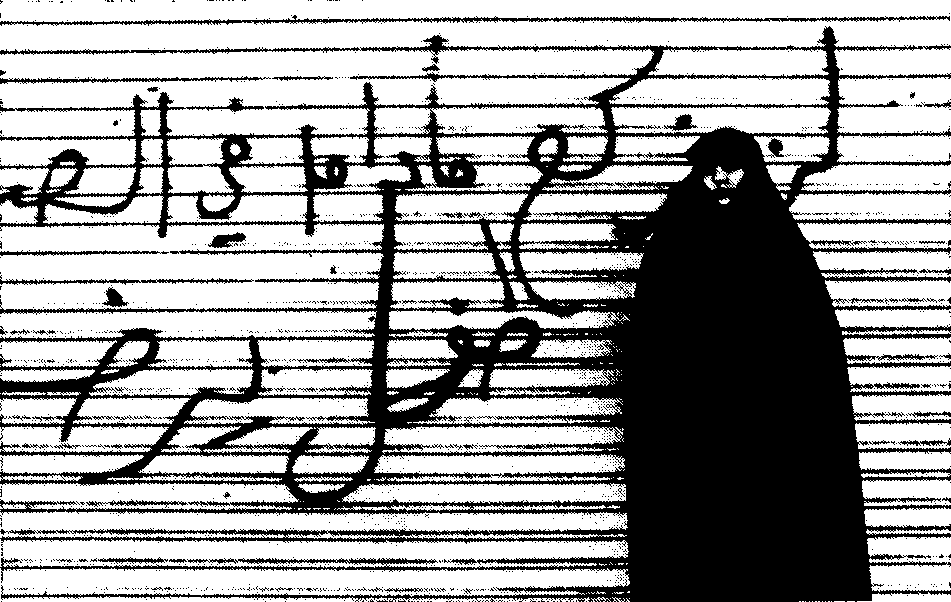
یک زن شیعه محجبه در جنوب لبنان در کنار شعار حزب‌الله در دهه ۱۹۸۰

در سال ۱۹۸۲، صدها عضو سپاه پاسداران انقلاب اسلامی از ایران، به دره ناهموار بقاع در لبنان، سفر و آموزش گروه‌های مختلف شیعه از جمله امل اسلامی و حزب الدعوه را آغاز کردند. ادامه جنگ داخلی و اشغال جنوب لبنان توسط اسرائیل، محیطی را برای مقاومت در برابر نیروهای اسرائیلی ایجاد کرد. این جنبش، به دلیل حمایت لجستیکی، مالی و نظامی از جانب سوریه و ایران، به سرعت رشد و اسرائیل را درگیر جنگ چریکی کرد. جغرافیای فیزیکی جنوب لبنان، سرسبز و تپه‌ای با دره‌های عمیق است که به نفع مدافع و برای جنگ چریکی کلاسیک حزب‌الله، ایده‌آل است.
انتخاب‌های تاکتیکی اولیه حزب‌الله شامل حملات موج انسانی، مشابه حملات ایران در جنگ ایران و عراق که برخی از عناصر حزب‌الله در آن شرکت داشتند و تاکتیک‌های تروریستی مانند آدم‌ربایی، هواپیماربایی و حملات انتحاری با تلفات جمعی بود که به عزم اسرائیل برای جنگ، لطمه می‌زد.  حزب‌الله، در ابتدا، در حملات کوتاهی برای آزار و اذیت و کشتار، مشارکت داشت و سعی نکرد اعتبار خود را حفظ کند. اگرچه در آغاز، بسیار موفقیت‌آمیز بود، اما این اقدامات، هزینه سنگینی را در تلفات و افکار عمومی، بر حزب‌الله، تحمیل کرد.
سیا در سال ۱۹۸۵ گفت که فرماندهی و کنترل حزب‌الله عملاً وجود ندارد و حزب‌الله را به‌عنوان یک سلسله مراتب توصیف نمی‌کند، بلکه با وفاداری‌های شخصی، رقابت‌های شخصی و روابط خانوادگی تعریف می‌شود. در این زمان، تصمیمات عملیاتی به‌طور ناکارآمد از طریق روحانیون و رهبران دینی متعدد در بیروت که دور از خط مقدم بودند، اتخاذ می‌شد. حزب‌الله، دارای ساختار نظامی و مسئولیت جداگانه برای عملیات، تدارکات، ارتباطات، اطلاعات، آموزش و استخدام بود. این فقدان سلسله مراتب، مشابه جنبش‌های آزادی‌بخش چپ معاصر بود.
تاکتیک‌ها در حدود سال‌های ۱۹۸۵ تا ۱۹۸۶، عمدتاً کار گذاشتن مین‌های زمینی، انفجار بمب کنارجاده‌ای و گاهی، جمع‌آوری گروه‌هایی از مردان مسلح برای شلیک به اسرائیلی‌ها بود. حزب‌الله، در آن زمان، قادر به استفاده از تک‌تیرانداز نبود. یکی از افسران اطلاعاتی ارتش اسرائیل، حزب‌الله را در اواسط دهه ۱۹۸۰، به عنوان یک گروه ژنده‌پوش توصیف کرد که هر بار شکست می‌خورد. یک بررسی در سال ۲۰۱۴، عملکرد تاکتیکی گروه را در آن دوره، ضعیف و بسیار ابتدایی می‌داند. سیا می‌گوید که قبل از بهار ۱۹۸۶، حملات حزب‌الله، بیشتر، اقدامات ناامیدکننده غیرمنضبط بود تا اقدامات نظامی.

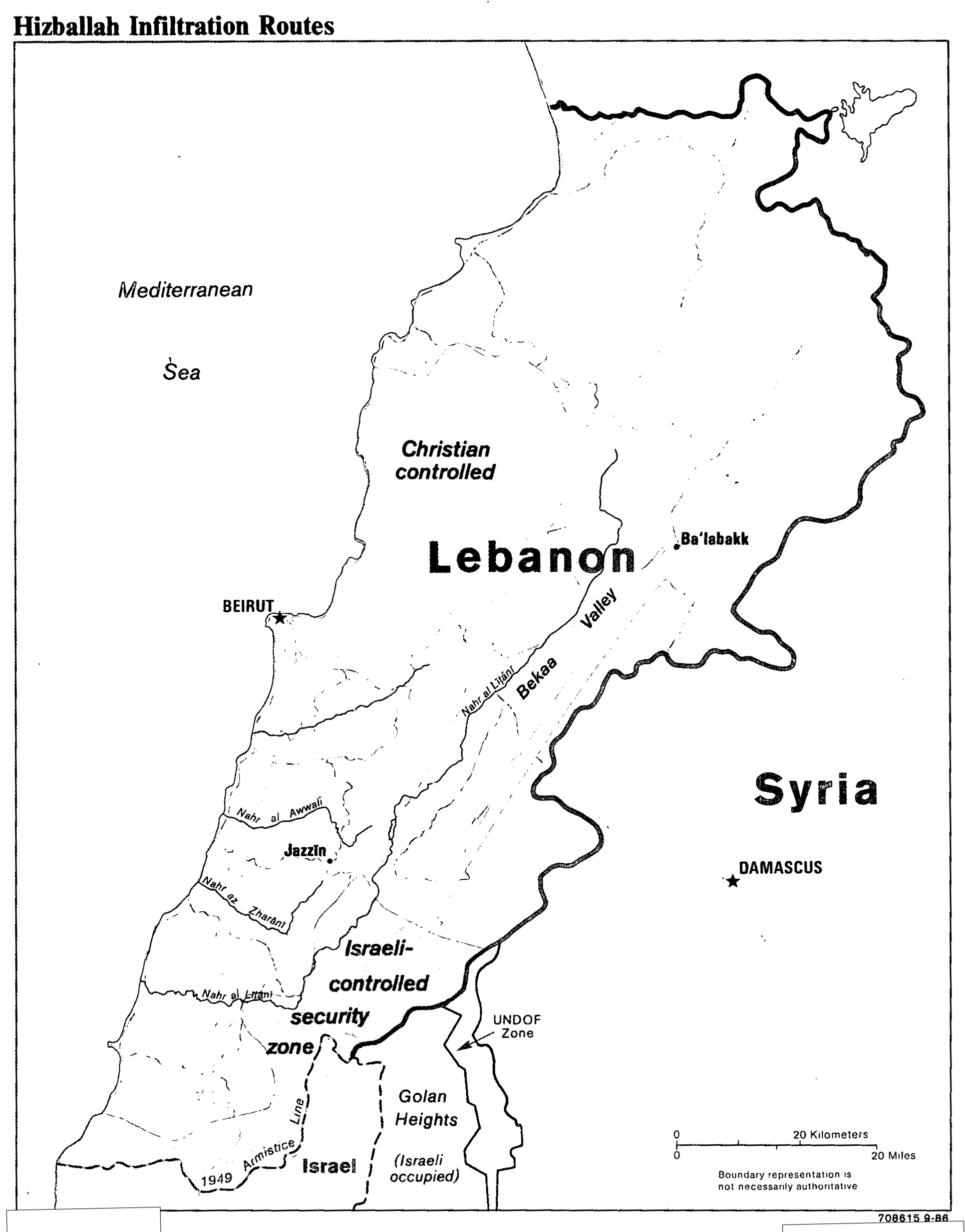
نقشه راه‌های نفوذ حزب‌الله به منطقه امنیتی